# 발생생물학

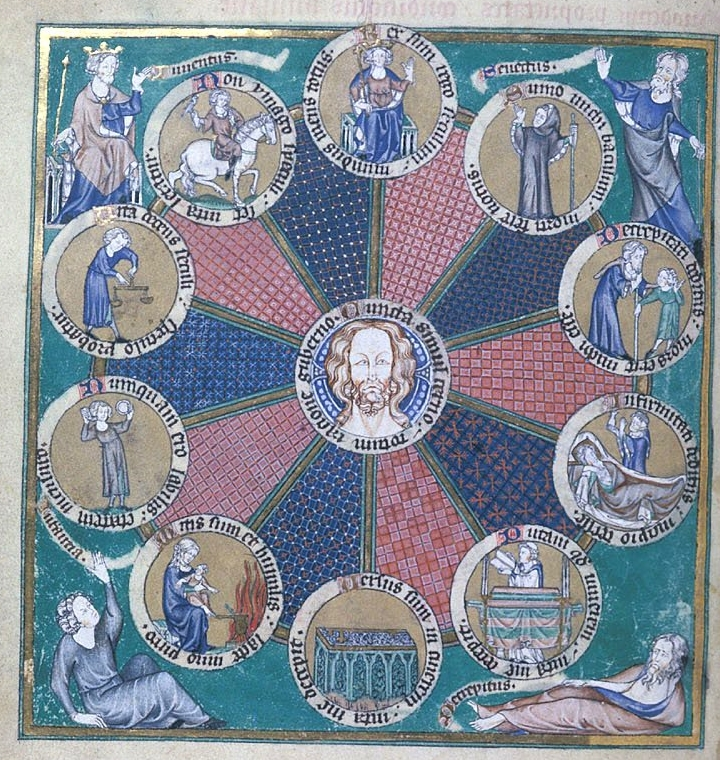

발생생물학(發生 生物學, developmental biology)은 생물이 자라서 개체가 만들어지는 과정을 연구하는 생물학의 분과이다. 다세포 생물은 대부분 수정란이라는 하나의 세포가 분열을 거듭하여 다양한 조직과 기관을 형성하는 발생 과정을 거쳐서 태어난다. 발생 과정에 대한 연구는 전통적으로 동물, 특히 성체가 되기 전인 배아 시기에 집중되었다. 이를 발생학(embryology)이라고 부른다. 하지만 재생이나 변태 등의 사례에서 볼 수 있듯이 성숙한 개체가 되고 나서도 발생은 계속된다. 따라서 오늘날에는 배아발생(embryogenesis)뿐만 아니라 갖가지 다른 발생 현상을 연구한다는 의미를 담은 발생생물학(developmental biology)이라는 용어가 선호된다.
발생생물학은 다양한 학문 분야와 영향을 주고받으며 발전하고 있다. 17세기에 배아발생 과정을 정확하게 관찰할 수 있었던 것은 현미경의 발달에 힘입은 미세해부학 덕택이었다. 20세기 유전학이 발전함에 따라 유전자형과 표현형의 관계에 주목하는 발생유전학(developmental genetics)이 대두했으며, 분자생물학적인 기법을 이용한 모델 생물에서의 유전자 조작은 오늘날 발생생물학의 핵심 연구 방법론으로 자리 잡았다. 한편 발생생물학 연구 성과가 의학 발전으로 이어지기도 하는데, 임신 촉진 치료에서 널리 사용되는 자연 수정, 태아에게 위해를 가할 수 있는 물질에 대한 이해, 인간 질병 연구를 위한 동물 모델 제작 등이 그 예이다. 발생생물학은 또한 건강에 도움을 줄 것으로 기대받고 있는 현대 줄기 세포 생물학이 탄생하도록 도왔다.
발생생물학을 바탕으로 새롭게 발전하고 있는 중요한 학문 분야 중 하나는 이른바 이보디보(evo-devo)라고도 불리는 진화발생생물학이다. 진화발생생물학은 다양한 생물학 분과와 학제간 연구를 통해 발생을 진화생물학적 관점에서, 그리고 진화를 발생생물학적 관점에서 설명하고자 한다.

## 생활사
생물의 한살이는 제각기 다르지만, 다양한 종의 생물이 공통적으로 거쳐 가는 단계들도 존재한다. 이같은 보편적인 생활사 개념을 밝힌 것은 기술발생학(descriptive embryology)이 이룬 큰 성취였다. 현대 발생생물학은 각 생물종의 생활사 단계마다 유전자 발현과 해부학적 구조가 어떻게 달라지는지 연구한다.

### 동물의 생활사
동물의 배아발생(embryogenesis) 과정은 대체로 다음처럼 수정, 난할, 낭배 형성, 기관 형성 단계로 구분할 수 있다.
1. 수정(fertilization)은 두 종류의 배우자(gamete), 즉 정자와 난자가 융합하여 수정란(zygote)을 만드는 단계를 가리킨다.
2. 난할(cleavage)은 수정란이 빠르게 분열하는 단계를 가리킨다. 세포분열이 성장 없이 일어나므로, 처음에 부피가 컸던 수정란은 차츰 더 작은 할구(blastomere)들로 쪼개지게 된다. 난할이 끝나고 할구들이 덩어리를 이룬 상태를 주머니배 또는 포배라고 부른다.
3. 낭배형성(gastrulation)은 포배의 세포들이 대규모로 이동하면서 배엽(germ layer)을 만드는 단계를 가리킨다. 공 모양이었던 배아는 낭배형성 과정을 거치면서 외배엽(ectoderm), 중배엽(mesoderm), 내배엽(endoderm)이라는 세 층으로 이루어진 낭배(gastrula)가 된다.
4. 기관 형성(organogenesis)은 배엽이 만들어지고 나서 세포들이 움직이기도 하고 서로 신호를 주고받기도 하면서 조직과 기관을 만드는 단계를 가리킨다.

위의 과정과 별개로, 배우자의 전구세포인 생식세포(germ cell)가 개체의 나머지 부분을 이루는 체세포(somatic cell)와 분리되는 현상이 많은 동물의 발생 과정에서 가장 먼저 일어난다. 이후 생식세포는 생식샘(gonad)으로 이동하여 배우자로 분화하는데, 이 과정을 배우자형성(gametogenesis)이라고 부른다. 배우자형성은 보통 개체가 성적으로 성숙하기 전까지 완료되지 않는다. 성숙한 개체에서 방출된 배우자가 다른 배우자를 만나 수정함으로써 생활사가 다음 세대로 이어진다.
생활사의 자세한 사항은 동물 종에 따라 다르다. 예를 들어 진수하강에 속하는 포유류는 배아발생 동안 모체로부터 영양을 공급받아야 하므로, 태반과 같은 배아 바깥 구조(extraembryonic structure)를 만드는 영양외배엽이 구분되는 과정이 낭배형성 이전에 먼저 일어난다.
한편 많은 동물은 출생 직후에는 성적으로 미성숙하며, 유생(larva)에서 성체가 되려면 변태(metamorphosis) 과정을 거쳐야 한다. 올챙이가 자라서 개구리로 탈바꿈하거나, 애벌레가 번데기가 되었다가 나비로 탈바꿈하는 것이 대표적인 예이다. 변태에 의해 개체의 모습은 극적으로 변화한다. 예컨대 올챙이가 개구리가 되면서 꼬리와 아가미는 퇴화하는 반면 사지와 허파는 발달하며, 식물을 뜯어먹기에 알맞은 치아는 사라지는 반면 파리를 잡아먹는 데에 필요한 혀 근육은 발달한다. 이처럼 변태는 신체의 거의 모든 부위를 포괄하는 과정이다.

### 식물의 생활사
식물 발생은 식물이 자라면서 구조가 발생하고 성숙해지는 과정이다. 이것은 식물 해부학, 식물 생리학, 그리고 식물 형태학에서 연구된다. 식물에서 발생은 태아기에, 식물 생식에서, 그리고 뿌리, 싹, 그리고 꽃에서 뻗어나온 것에서 일어나며, 동물 발생과 비슷한 과정을 수반한다.
식물들은 일생 동안 기관의 끝에 위치한 분열 조직이나 성숙한 조직 사이에서 새로운 조직과 구조를 만들어낸다. 그러므로, 살아 있는 식물은 항상 태아 조직을 가지고 있다. 대조적으로, 동물 태아는 일생 동안 가질 신체 부분을 매우 이른 시기에 만들 것이다. 동물이 태어날 때, 그것은 모든 신체 부분을 가지고 있고 그 때부터는 더 커지고 성숙해지기만 할 것이다.
유관속 식물은 정자라고 불리는 세포의 수정으로 형성된 접합자라는 단일 세포에서 시작된다. 그것은 배아발생이라는 과정을 거쳐 식물 태아를 만들기 위해 분열된다. 이것이 일어나면서, 세포는 한쪽 끝이 첫 뿌리가 되고, 다른 쪽 끝이 위쪽을 형성한다. 종자식물에서, 태아는 하나 이상의 씨 잎을 만들 것이다. 배아발생이 끝날 때가 되면, 어린 식물은 생명을 시작하기 위해 필요한 모든 부분을 가지고 있을 것이다.
태아가 씨나 부모 식물로부터 발아하면, 그것은 기관 형성이라는 과정을 거쳐 추가적인 기관을 만들기 시작한다. 새로운 뿌리가 뿌리 끝에 위치한 뿌리 분열조직에서 자라고, 새로운 줄기와 잎이 싹의 끝부분에 위치한 싹 분열조직에서 자란다. 가지는 분열조직에서 남은 세포들이 형성하고, 특정한 조직을 형성하기 위한 세포 분화를 거치지 않은 것들은 새로운 뿌리나 싹으로 자란다. 이런 분열 조직에서의 성장은 일기 생장이라고 하고 뿌리나 싹의 길이 생장이 된다. 이차 생장은 형성층에서의 세포 분열으로 부피 생장을 일으킨다.
식물 성장과 발생은 특정한 식물 호르몬과 식물 성장 조절기로 조절된다. 내생 호르몬 수준은 식물의 나이, 내한성, 그리고 다른 신진 대사 상태(광주기, 가뭄, 온도, 그리고 다른 외부 환경 조건, 그리고 PGR의 내생적 근원 등에 의해 결정된다.

## 개념
발생에 관여하는 주요 과정은 세포 분화, 패턴 형성, 형태형성, 성장, 그리고 진화 발생 생물학에서 탐구되는 타이밍의 종합적인 조절이다.
- 세포 분화(cell differentiation)는 신경 세포, 근세포, 각종 샘을 이루는 상피세포 등 특정한 기능을 수행하는 세포들이 만들어지는 과정을 가리킨다. 분화된 세포들은 세포 기능과 관련된 많은 양의 특정 단백질을 포함한다. 이때 처음부터 기능적으로 분화된 세포들이 만들어지는 것이 아니라, 장차 개체의 특정 부분으로 발달하기로 예정된 세포 집단이 정의되는 과정이 먼저 일어난다. 이를 예정화(specification)라고 한다. 이것들은 전사 인자들의 특정한 조합의 표현으로 정의된다.
- 패턴 형성(pattern formation)은 처음에 서로 비슷했던 세포들끼리 점차 달라져서 공간적인 패턴이 만들어지는 과정을 가리킨다. 여기에는 수정란의 여러 부분에 포함된 세포질 결정 요인(cytoplasmic determinant)의 활동과 배아의 신호 중추에서 방출되는 유도 신호가 관여한다.
- 형태형성(morphogenesis)은 삼차원 모양이 형성되는 과정을 가리킨다. 세포 집단이나 개별 세포가 조직적으로 움직임으로써 일어난다. 형태 발생은 초기 태아의 세 개의 배엽을 만들고 기관 발생 동안의 복잡한 구조를 만드는 데 중요하다.
- 성장은 개체 크기가 전체적으로 증가하는 현상과 개체의 각 부분이 서로 다른 비율로 자라나는 현상을 아울러 가리킨다.  성장은 주로 세포 분열을 통해 일어나지만 세포 크기의 변화나 세포외기질의 축적으로도 일어난다.
- 각 발생 단계의 시점이 어떻게 조절되는지, 그리고 다양한 과정이 서로 어떻게 통합되는지는 발생생물학에서 가장 적게 이해된 부분이다. 동물 배아에 시계와 같은 기제가 있는지는 아직 불명확하다.

### 세포 분화
세포 분화는 다르게 기능하는 세포들이 발생되는 과정이다. 분화된 세포의 예로 잘 알려진 것에는 신경세포, 근섬유세포, 간세포 등이 있다. 분화된 세포들은 특정 기능을 위해 필요한 적은 종류의 단백질을 많이 생산하고 이것은 그들에게 빛 현미경으로 관찰될 수 있는 특징적인 모습을 부여한다. 이 단백질의 유전자들은 매우 활동적이다. 전형적으로 그들의 염색질 구조는 매우 개방적이어서 전사 효소의 접근을 허용하고, 특정한 전사 인자들은 유전자 표현을 활성화하기 위해 DNA의 조절 서열에 붙는다. 예를 들면, NeuroD는 뉴런, 미오게닌은 근육, 그리고 HNF4는 간세포 분화의 중요 전사인자이다.
세포 분화는 눈으로는 구별되지 않는 여러 상태를 거쳐서 일어나는 마지막 발생 단계이다. 단일 종류의 조상 세포 또는 줄기 세포에서 형성된 하나의 조직은 종종 여러 종류의 분화된 세포로 이루어져 있다. 그들의 형성의 조절은 Notch-Delta 신호 체계를 기반으로 한 측면억제의 과정을 수반한다. 예를 들어, 태아의 신경판에서 이 체계는 NeuroD가 크게 발현된 뉴런의 전구체 세포를 발생시키기 위해 작동한다.

### 패턴 형성
공간적 예정화(regional specification)는 수정란의 한 부분에서의 세포질 결정 요인의 존재로 시작된다. 결정 요인을 포함한 세포는 신호 중추가 되고 유도 인자를 방출한다. 결정 요인을 포함하지 않은 태아의 남은 세포들은 특정한 발생 조절 유전자를 양성 피드백함으로써 다양한 농도에 대응할 수 있다. 이것은 일련의 구역이 설립되고 신호 중추로부터 더 큰 거리에 정렬되는 것으로 이어진다. 각각의 구역에 다른 조합의 발생 조절 유전자가 양성 피드백된다. 이 유전자들은 각 지역에서 새로운 조합의 유전자 활동을 양성 피드백하는 전사 인자를 암호화한다. 다른 기능 중에서, 이 전사 인자들은 그들이 활발할 때에 세포 안의 구체적인 달라붙고 운동성의 성질을 부여하는 유전자의 발현을 조절한다. 이러한 다양한 형태 형성 성질 때문에, 각 배엽의 세포들은 층을 형성하기 위해 움직여서 외배엽이 바깥에, 중배엽이 중간에, 그리고 내배엽이 안에 온다. 형태 형성 운동은 태아의 모양과 구조를 바꿀 뿐만 아니라 배엽을 새로운 공간적 관계로 가져옴으로써 그들은 또한 그들 사이 새로운 면의 신호와 답을 가능하게 할 수 있다.

### 성장
태아의 성장은 대체로 자율적이다. 각 구역의 세포들에게 성장률은 활동하는 유전자의 조합으로 조절된다. 자유롭게 살아있는 태아들은 외부에서의 음식 공급이 없으므로 덩어리로 자라지 않는다. 하지만 태반이나 태아 밖 노른자 공급에 의해 먹여지는 태아들은 매우 빨리 자랄 수 있고, 이러한 생명체들의 부분 간의 상대적 성장률의 변화는 최종적으로 종합적인 해부학적 구조를 만드는 것을 돕는다.
식물 세포들은 대부분 움직일 수 없기 때문에 형태 발생은 주로 생장을 통해 일어난다. 또한 식물 생장에서의 유도 신호와 유전자는 동물 발생을 조절하는 그것과 다르다. 세포 분열을 통한 성장 외에, 식물은 세포 신장을 통해서도 자랄 수 있다. 이것은 각각의 세포나 세포 집단이 길어질 때 일어난다. 줄기 한 쪽의 세포가 다른 쪽보다 더 길어지면, 줄기는 그 결과로 느리게 성장하는 세포 쪽으로 구부러질 것이다. 이 성장은 빛, 중력, 물, 접촉 같은 특정 자극에 대한 식물의 반응으로 일어날 수 있다.

### 시간적 조절
전체 과정은 제시간에 조정되어야 하고 이것이 어떻게 조절되는지는 아직 모른다. 태아의 모든 부분과 소통하며 사건의 과정을 조절하는 만능 시계가 있을지도 모르고, 시점이 단순히 사건의 연속에 의존할지도 모른다.

## 넓은 의미의 발생

### 재생
재생은 빠진 부분을 재성장시키는 능력을 가리킨다. 이것은 끊임없는 성장을 보이는 식물과 히드로충이나 해초류 같은 집단 동물들 사이에서는 매우 만연해 있다. 하지만 발생 생물학자들의 관심은 살아 있는 동물의 부분을 재생시키는 데 있다. 특히 4개의 모델이 이러한 탐구의 주제가 되었다. 그 중 둘은 전체 몸을 재생시킬 수 있는 능력을 가진 것이다:작은 조각으로부터 어느 부분이든 재생할 수 있는 히드라와 머리와 꼬리 모두로부터 재생할 수 있는 플라나리아 지렁이이다. 플라나리아의 경우에는 이들 중 일부는 다능성인 것으로 나타났다. 다른 두 모델은 부속물의 말단의 재생만을 보인다. 이들은 주로 귀뚜라미 같은 반변태 곤충의 다리이거나, 유미목 파충류의 팔 등의 곤충 부속물이다. 지금은 파충류 팔 재생에 대해 상당히 많은 정보가 이용 가능하고 연골, 진피, 힘줄 사이 많은 교환이 있는 연결 조직을 제외하고는 각 세포 종류가 스스로 재생한다고 알려져 있다. 재생이 자연 그대로의 것인지 아니면 적응한 것인지에 대한 오래된 질문에 대해 아직도 토론이 있다. 전자의 경우라면, 향상된 지식으로, 우리는 인간에게서 재생 능력을 향상시킬 수 있다고 기대할 수 있을 것이다. 후자의 경우라면, 재생의 각 경우는 종에게 특별한 상황에서의 자연 선택으로 일어난 것이므로, 일반적인 법칙이 기대되지 않을 것이다.

## 발생과 진화
| “ | 되풀이하건대 적자생존은 적자출현을 설명하지 못한다. (The survival of the fittest, I repeat, does not explain the arrival of the fittest.) | ” |
|   | — 제이콥 굴드 셔먼(Jacob Gould Schurman), 《다윈주의의 도덕적 함의(The Ethical Import of Darwinism)》                                     |   |

발생 즉 개체발생(ontogeny)과 진화 즉 계통발생(phylogeny)의 관계는 오랫동안 많은 학자를 매료시킨 주제였다. '진화(evolution)'라는 용어는 찰스 다윈 이전부터 발생까지도 포괄하는 의미로 사용되곤 했다. 또한 찰스 다윈이 여러 생물 종의 공통 기원을 조사할 때 발생 초기 형태의 유사성을 단서로 삼은 이래로, 발생 과정의 차이와 유사성을 계통발생과 연관 지어 설명하려는 노력이 이어졌다. 에른스트 헤켈의 발생반복설이 대표적인 예이다. 하지만 집단유전학을 중심으로 한 현대 종합설(modern synthesis)의 성립 과정에서 발생생물학적 관점은 배제되었다. 오늘날 발생을 진화생물학적 관점에서, 그리고 진화를 발생생물학적 관점에서 설명하려는 시도는 이보디보(evo-devo) 또는 진화발생생물학(evolutionary developmental biology) 분야에서 활발히 이어지고 있다.

## 같이 보기

### 주요 인물
- 윌리엄 하비
- 마르첼로 말피기
- 카스파르 프리드리히 볼프
- 하인츠 크리스티안 판더
- 카를 에른스트 폰 베어
- 에른스트 헤켈
- 빌헬름 히스
- 빌헬름 루
- 한스 드리슈
- 한스 슈페만
- 콘래드 워딩턴
- 앨런 튜링
- 루이스 월퍼트
- 에릭 데이비슨

### 현상과 개념
- 반응-확산계
- 발생 (생물학)
- 배 (생물학)
- 세포분화
- 시계-파면 모형
- 유전자 조절 네트워크
- 자기조직화
- 패턴 형성
- 프랑스 국기 모형
- 형태원
- 형태 형성
- 후성적 풍경

### 관련 분야
- 기형학
- 발생학
- 비교발생학
- 진화발생생물학
- 해부학